# Ousmane Dabo
Ousmane Dabo (Laval, 8 de fevereiro de 1977) é um ex-futebolista francês, que atuava como volante.

## Seleção
Disputou a Copa das Confederações de 2003, na qual a seleção de seu país foi campeã.

## Títulos
França
- Copa das Confederações: 2003

Lazio
● Copa da Itália: 2008-09

● Supercopa da Itália: 2009